# Han Kulker
Johannes (Han) Nicolaas Maria Kulker (Leidschendam, 15 augustus 1959) is een voormalige Nederlandse middenafstandsloper, die zich vooral manifesteerde op de 1500 m. Hij werd op deze afstand Europees indoorkampioen, veroverde op de middellange afstanden in totaal elf Nederlandse titels en nam eenmaal deel aan de Olympische Spelen.

## Biografie

### Van feestnummer tot topatleet
Kulker begon relatief laat met atletiek. Pas in de week dat hij 21 jaar werd deed hij zijn eerste stappen op de atletiekbaan, die van de Leidse club De Bataven. Tot die tijd had hij zich in zijn vrije uren met diepwaterduiken beziggehouden, puur voor de lol. Hij was een feestnummer dat met zijn vrienden in een zesdeurs Chevrolet door het land trok om bruiloften en partijen met rock-'n-rollmuziek op te luisteren en na afloop lekker door te zakken.
Kulker bleek geknipt voor de middenafstand. Hij had fysiek en mentaal de kwaliteiten om zich internationaal te onderscheiden. Bram Wassenaar, de coach die hem later bij de grote wedstrijden vergezelde, stond versteld van het gemak waarmee hij zich aan een race aanpaste. 'Han koos gevoelsmatig altijd de kortste weg. Zijn intuïtie hielp hem snellere tegenstanders te verslaan.'

### EK's en WK: eremetaal + titel
Rennen was een uitlaatklep voor de atleet, die behalve over een grote longinhoud ook over een messcherpe eindsprint beschikte. Zijn in 1985 gelopen 800 metertijd van 1.46,85 vormde een uitstekende basis voor de 1500 m, waarop hij in de periode 1986-1990 diverse opvallende resultaten boekte, te beginnen met tweemaal een bronzen medaille bij de Europese kampioenschappen van 1986, zowel op de EK indoor in Madrid als de EK in Stuttgart, bij welke gelegenheid hij slechts Steve Cram en Sebastian Coe voor zich moest dulden.
Een jaar later werd Kulker in Liévin op de 1500 m zelfs Europees indoorkampioen. Weer een jaar later, in 1987, werd het op dezelfde afstand opnieuw brons tijdens de wereldindoorkampioenschappen in Indianapolis.

### Finalist op OS
In 1988 maakte Kulker deel uit van de Nederlandse afvaardiging naar de Olympische Spelen van Seoel, waar hij op zijn favoriete onderdeel als zesde finishte. Peter Rono werd daar olympisch kampioen. Zijn laatste internationale medaille won hij in 1989 in Den Haag, waar hij tijdens de Europese indoorkampioenschappen alweer op de 1500 m een zilveren medaille veroverde. Op de EK in Split in 1990 werd hij op de 1500 m in 3.39,85 zevende.
Zijn laatste optreden op een groot internationaal toernooi, de WK indoor in 1991, sloot hij af met een vijfde plaats op de 1500 m in 3.45,93.
Kulker zag het sociale contact als het leukste aspect van de trainingen. Rondetijden interesseerden hem eigenlijk minder. De systeemanalist die het in de wedstrijd meer van zijn hersens dan van zijn benen moest hebben, had er geen spijt van zo laat met atletiek te zijn begonnen. 'Wie jong begint is misschien ook eerder versleten', redeneerde hij. 'Nu was ik al 31 toen ik bij de EK van Split nog zevende wist te worden'.
Na zijn afscheid van de wedstrijdsport werd Han Kulker door de KNAU onderscheiden met het gouden unie-erekruis, dat hem op 28 februari 1993 tijdens de NK indoor werd uitgereikt.

## Kampioenschappen

### Internationale kampioenschappen
| Onderdeel | Titel                   | Jaar |
| --------- | ----------------------- | ---- |
| 1500 m    | Europees indoorkampioen | 1987 |

### Nederlandse kampioenschappen
Outdoor
| Onderdeel | Jaar       |
| --------- | ---------- |
| 800 m     | 1985       |
| 1500 m    | 1986, 1987 |

Indoor
| Onderdeel | Jaar                   |
| --------- | ---------------------- |
| 800 m     | 1985, 1986             |
| 1500 m    | 1985, 1987, 1989, 1991 |
| 3000 m    | 1988, 1990             |

## Persoonlijke records
Outdoor
| Afstand     | Prestatie | Datum            | Plaats    | Extra            |
| ----------- | --------- | ---------------- | --------- | ---------------- |
| 800 m       | 1.46,85   | 21 juni 1985     | Essen     |                  |
| 1000 m      | 2.18,07   | 11 augustus 1986 | Boedapest |                  |
| 1500 m      | 3.36,08   | 4 september 1987 | Rome      |                  |
| 1 Eng. mijl | 3.53,93   | 14 augustus 1985 | Hechtel   | NR tot 30-08-'96 |

Indoor
| Afstand | Prestatie | Datum            | Plaats       | Extra            |
| ------- | --------- | ---------------- | ------------ | ---------------- |
| 1500 m  | 3.38,37   | 12 februari 1989 | Stuttgart    | NR tot 20-02-'04 |
| 2000 m  | 5.05,94   | 3 maart 1991     | Sindelfingen |                  |
| 3000 m  | 7.56,19   | 31 januari 1988  | Stuttgart    |                  |

## Palmares

### 800 m
- 1983:  NK indoor - 1.53,62
- 1983:  NK - 1.49,47
- 1984:  NK - 1.49,84
- 1985:  NK indoor - 1.49,02
- 1985:  NK - 1.49,49
- 1985:  Europacup C - 1.50,83
- 1986:  NK indoor - 1.51,08

### 1500 m
- 1985:  NK indoor - 3.50,43
- 1986:  EK indoor - 3.46,46
- 1986:  NK - 3.48,70
- 1986:  EK - 3.42,11
- 1986:  Europacup C - 3.38,91
- 1987:  NK indoor - 3.49,54
- 1987:  EK indoor - 3.44,79
- 1987:  WK indoor - 3.39,51
- 1987:  NK - 3.47,39
- 1987: 9e WK - 3.42,16
- 1988: 6e OS - 3.37,08
- 1989:  NK indoor - 3.54,13
- 1989:  EK indoor - 3.47,57
- 1990: 7e EK - 3.39,85
- 1991:  NK indoor - 3.47,43
- 1991: 5e WK indoor - 3.45,93

### 3000 m
- 1988:  NK indoor - 8.05,17
- 1990:  NK indoor - 8.07,08

## Onderscheidingen
- KNAU-atleet van het jaar - 1986, 1987
- Unie-erekruis in goud van de KNAU - 1993